# Aleksandra Ponomareva
Aleksandra Denisovna Ponomareva (en ruso: Александра Денисовна Пономарёва; Moscú, 25 de mayo de 1990) es una árbitra de fútbol rusa.

## Primeros años y carrera
Ponomareva se graduó con honores de la Escuela de Moscú No. 134 e ingresó al Instituto de Aviación de Moscú. Fue maestra de deportes en baloncesto y seis veces campeona de la región de Moscú. Egresó del centro de formación “Árbitro de fútbol”.
Sirve en partidos del Campeonato Ruso de fútbol femenino, la Liga de Campeones Femenina de la UEFA y otros torneos internacionales. Además, Ponomareva tiene experiencia en el fútbol masculino. Ella arbitró los juegos de la tercera división, el campeonato de los equipos juveniles de los clubes RPL y la Copa de la Liga Nacional de Fútbol de Rusia.

## Escándalo
Ponomareva obtuvo fama después de las escandalosas finales de la Legends Cup 2020, donde tomó una serie de decisiones controvertidas, incluyendo amonestaciones con tarjeta roja injustificadas. Además de Ponomareva, los árbitros de la FIFA Alexei Nikolaev y Ekaterina Kozyreva trabajaron en el torneo.

## Vida personal
Ponomareva está casada con el también árbitro Sergei Tikhonov, con quien tiene un hijo.